# بلو ریج منر (کنتاکی)
بلو ریج منر (به انگلیسی: Blue Ridge Manor) شهری در ایالت کنتاکی کشور ایالات متحده آمریکا است که جمعیت آن در سرشماری سال ۲۰۱۰ میلادی، ۷۶۷ نفر بوده‌است.